# Hotel Shangri-La v Kolombu
Shangri-La je pětihvězdičkový hotel v Kolombu na Srí Lance. Jako součást komplexu budov One Galle Face je majetkem hongkongské nadnárodní společnosti Shangri-La Hotels and Resorts a byl otevřen 11. listopadu 2017. Je v něm 500 pokojů. Při bombovém teroristickém útoku 21. dubna 2019 v něm zahynulo několik lidí.